# Bithýnie a Pontus
Bithýnie a Pontus, latinsky Bithynia et Pontus, řecky Βιθυνίας και Πόντου, byla provincie Římské říše. Nacházela se na severním černomořském pobřeží Malé Asie, na území dnešního Turecka, na historických území Pontu a Bithýnie. Hlavním městem byla Nikomédie. Provincie vznikla již za Římské republiky roku 74 př. n. l.
Bithýnii Římu odkázal bithýnský král Níkomédés IV., v naději, že ji Řím ubrání proti lačnému sousedovi, Pontskému království. Senát dar přijal a skutečně záhy čelil pokusu Pontu, respektive jeho krále Mithridata VI., Bithýnii uzmout. Mithridates byl však poražen Pompeiem (v tzv. třetí mithridatské válce) a zavražděn svými spojenci, věřícími, že si tak zajistí přízeň Říma. Roku 63 tak k provincii Bithýnie Řím připojil i většinu území dobytého Pontského království a rozšířil její název (nejvýchodnější část Pontu byla připojena ke Galatského království, jež bylo římským klientským státem). Spojení obou historických území nebylo z kulturního hlediska násilné, neboť obě přímořské oblasti byli značně helenizované, byť pontská dynastie měla perský původ.
Od roku 27. př. n. l. byla provincie císařskou, byť první císař Augustus dovolil senátu jmenovat guvernéra, patrně proto, že provincie neměla zásadní vojenský význam, neboť byla sice hraniční, ale před invazí v zásadě chráněná Černým mořem. Podle Cassia Dia postoupil Senát toto právo kolem roku 134 císaři výměnou za kontrolu nad další maloasijskou provincií Lýkií a Pamfílií. Na základě správních reforem císaře Diokleciána (kolem roku 295) byla provincie rozdělena na tři menší: Bithýnie, Honorias a Paphlagonia. Ty patřily do diecéze Pontica (zřízena kolem roku 314), která byla zase součástí prefektury Východ (zřízena kolem roku 337). Provincie fungovala i v navazující Byzantské říši, zanikla někdy v chaosu 7. století.
Římský spisovatel Plinius mladší byl guvernérem provincie v letech 110-113. Jeho Epistulae ("dopisy") císaři Traianovi (vládl v letech 98-117) jsou důležitým zdrojem informací o tom, jak římská provinční správa fungovala. Bohatství provincie bylo pověstné. Města provincie získala silně římský ráz, mnohem více než města ve zbytku Malé Asie; přijala kupříkladu systém městských senátů, neboli tzv. decurionů.